# Dryadella perpusilla
Dryadella perpusilla là một loài thực vật có hoa trong họ Lan. Loài này được (Kraenzl.) Luer mô tả khoa học đầu tiên năm 1978.